# Newcomb (New Mexico)
Newcomb is een plaats (census-designated place) in de Amerikaanse staat New Mexico, en valt bestuurlijk gezien onder San Juan County.

## Demografie
Bij de volkstelling in 2000 werd het aantal inwoners vastgesteld op 387.

## Geografie
Volgens het United States Census Bureau beslaat de plaats een oppervlakte van
15,4 km², geheel bestaande uit land.

## Plaatsen in de nabije omgeving
De onderstaande figuur toont nabijgelegen plaatsen in een straal van 40 km rond Newcomb.